# 光吉勉
光吉 勉（みつよし つとむ、1928年5月21日 - 2018年2月）は、アメリカ、ハワイ準州（Territory of Hawaii）出身の元プロ野球選手。日系二世。ポジションは投手。

## 来歴・人物
ハンフォード高校を経てハワイ大学在学中の1953年途中、広島カープが集めた募金の400万円で同じ日系二世の銭村健三、銭村健四と共に来日し入団。
この頃広島は経営が深刻な状態であり、主力選手に対しても月給が支払えない状態だったため、1000万円を募金で集め、光吉や銭村兄弟、さらに前年に解散した松竹ロビンスの主力選手だった小鶴誠、金山次郎、三村勲の3人を入団させようというだった。この行為が他球団のファンから批判をされたものの、なんとか1953年途中に入団にこぎつけ、入団パレードは平和大通りに10万人が集まった。
当初は強力サウスポーとして期待された。しかし後に本業が大工と判明し、野球は遊びでやっていたものだったとされるが、光吉は"日系人野球の父"健一郎が、健次を通じて東洋工業（現・マツダ）の松田恒次に「ワシが育てた光吉勉といういい投手がおる」と推薦したものであり、遊びでやっていたわけではないと思われる。日本に馴染めなかったものと思われるが、「ベン（光吉）はワシに恥をかかせた」と健一郎は道で光吉に会っても口をきかなかったという。三兄弟が初めて揃った戦後の日本に野球の虫健一郎が遂に行かなかったのは、自分が太鼓判を押した光吉がさっぱり活躍せず、「広島のファンに申し訳ないという気持ちがあったからである。　
結局1年半の在籍で6試合の登板にとどまり、1954年末に引退した。
引退後はハワイに帰国した。
2018年2月、89歳で死去した。

## 詳細情報

### 年度別投手成績
| 年 度     | 球 団     | 登 板 | 先 発 | 完 投 | 完 封 | 無 四 球 | 勝 利 | 敗 戦 | セ 丨 ブ | ホ 丨 ル ド | 勝 率 | 打 者 | 投 球 回 | 被 安 打 | 被 本 塁 打 | 与 四 球 | 敬 遠 | 与 死 球 | 奪 三 振 | 暴 投 | ボ 丨 ク | 失 点 | 自 責 点 | 防 御 率 | W H I P |
| --------- | --------- | ----- | ----- | ----- | ----- | -------- | ----- | ----- | -------- | ----------- | ----- | ----- | -------- | -------- | ----------- | -------- | ----- | -------- | -------- | ----- | -------- | ----- | -------- | -------- | ------- |
| 1953      | 広島      | 4     | 2     | 0     | 0     | 0        | 0     | 2     | --       | --          | .000  | 26    | 4.2      | 6        | 0           | 7        | --    | 2        | 1        | 1     | 1        | 5     | 4        | 7.20     | 2.79    |
| 1954      | 広島      | 2     | 1     | 0     | 0     | 0        | 0     | 1     | --       | --          | .000  | 23    | 4.1      | 6        | 0           | 2        | --    | 0        | 0        | 0     | 0        | 5     | 2        | 3.60     | 1.85    |
| 通算：2年 | 通算：2年 | 6     | 3     | 0     | 0     | 0        | 0     | 3     | --       | --          | .000  | 49    | 9.0      | 12       | 0           | 9        | --    | 2        | 1        | 1     | 1        | 10    | 6        | 6.00     | 2.33    |

### 背番号
- 11（1953年 - 1954年）

### 記録
- 初登板：1953年6月21日
- 初先発：1953年9月16日、対読売ジャイアンツ戦（高松市立中央球場）